# MBT-80
FV4601 MBT-80 — колишній британський експериментальний проєкт основного бойового танку третього покоління, який було розроблено наприкінці 1970-х для заміни танка Чіфтен. Він був закритий і перевагу було надано танку Challenger 1, який був подальшим розвитком конструкції танка Чіфтен.

## Історія
На початку 1970-х, існувала велика різниця у кількості танків які були на озброєнні НАТО та країн Варшавського договору у Європі. Плани по створенню спільного основного бойового танка ФРН та США; MBT-70, провалилися після виникнення розбіжностей відносно вимог до танку і загальній вартості. Шукаючи заміну танкам M48 Patton та Leopard 1, Західна Німеччина об'єдналася з Великою Британією основного бойового танка майбутнього (англ. Future Main Battle Tank, FMBT). Британія думала замінити свої танки Чіфтен починаючи з 1980-х, а Німеччина свої застарілі танки. У 1977, Фредерік Мюллей, тодішній Державний секретар з питань оборони, проголосив про те, що обидві країни, які уклали згоду на розробку спільного танка, через ряд розбіжностей не можуть продовжити співпрацю. Досі перебуваючи у пошуку заміни танка Чіфтен Велика Британія почала розробку проекта MBT-80 у 1978.

## Конструкція
MBT-80 було розроблено для захисту від будь-яких броньованих загроз з боку Східного блоку. Він поєднував у собі нарізну гармату, покращену композитну броню і збільшену мобільність.

### Озброєння
Основним озброєнням MBT-80 була 120 мм нарізна гармата, схожа на ту яка була встановлена на Чіфтен, а пізніше на ОБТ Challenger 1 та Challenger 2.

### Захист
Захист MBT-80 передбачав використання щойно розробленої броні Чобгем, яка вперше була встановлена на американський танк M1 Abrams. Броня давала гарний захист від кумулятивних та бронебійних снарядів.

### Мобільність
MBT-80 мав велику дальність, кращу мобільність і високу швидкість у порівнянні з попередниками. Він розроблявся під два різних двигуни; перший — газотурбінний двигун Honeywell AGT1500 який було встановлено американський прототип XM1 Abrams, потужність 1500 к.с. та другий — модифікований дизельний двигун Rolls-Royce CV12 з турбонаддувом, потужність 1500 к.с. Було обрано CV12, загалом через те, що встановлення AGT1500 вимагало істотних модифікацій конструкції танка, який було розроблено спеціально для XM1. Ще одним фактором відмови від турбіни стала висока витрата пального. CV12 повинен був випускати завод Rolls-Royce у Шревсбері.

## Закриття проекту
У наслідок Іранської революції, усі замовлення на зброю у Великій Британії було відмінено, у тому числі і на танки Shir 2. Британська оборонна промисловість була у значній мірі залежна від іранського ринку, через, що уряду довелося звільнити велику кількість робітників ROF Leeds. У то же час уряд шукав можливості використання навичок та потужностей фабрики у Лідсі які були потрібні для виробництва ОБТ наступного покоління. Незважаючи на спроби запустити танк у виробництво як можна скоріше, до середини 1980-х танк MBT-80 був не готовий. Тому програму було закрито і надано перевагу програмі Challenger 1, який створили на базі танка Shir 2 і який було прийнято на службу у 1983 для заміни танків Чіфтен.

## Зразки які збереглися
Для тестування було побудовано два прототипи, щоб випробувати різні системи які планувалися для MBT-80. Перший, ATR1, корпус було зібрано на основі прототипу Shir-2, бронювання складалося з блоків броні Чобгем або зі сталевих блоків, які її імітували і муляжу гармати. Він також мав власний двигун. ATR1 потрапив до рух приватних колекціонерів, але зараз він у поганому стані. Інша модель, ATR2, була розроблена для тестування властивостей зварних алюмінієвих та сталевих танкових корпусів поєднаних разом для зменшення ваги. Він також мав іншу конструкцію башти ніж ATR1 і мав покращені приціли яки були витвором мистецтва тогочасних конструкторів. ATR2 зараз демонструється у центрі збереження техніки танкового музею у Бовінгтоні у Дорсеті.